# (537567) 2015 OT80
(537567) 2015 OT80 es un asteroide perteneciente al cinturón interior de asteroides, descubierto el 2 de abril de 2014 por el equipo del Mount Lemmon Survey desde el Observatorio del Monte Lemmon, Arizona, Estados Unidos.

## Designación y nombre
Designado provisionalmente como 2015 OT80.

## Características orbitales
(537567) 2015 OT80 está situado a una distancia media del Sol de 1,868 ua, pudiendo alejarse hasta 2,067 ua y acercarse hasta 1,669 ua. Su excentricidad es 0,107 y la inclinación orbital 22,467 grados. Emplea 932,61 días en completar una órbita alrededor del Sol.

## Características físicas
La magnitud absoluta de (537567) 2015 OT80 es 18,67.